# Styrelsen for Forskning og Uddannelse
55°42′24.4″N 12°33′12.2″Ø / 55.706778°N 12.553389°Ø
Styrelsen for Forskning og Uddannelse er en institution under Uddannelses- og Forskningsministeriet. var en institution under Uddannelses- og Forskningsministeriet. Den blev oprettet 1. januar 2017 og nedlagt 1. oktober 2020, da den blev lagt sammen med Styrelsen for Institutioner og Uddannelsesstøtte i den nye Uddannelses- og Forskningsstyrelsen. Styrelsens hovedopgave var at udføre en række opgaver vedrørende forskning og innovation.
Sekretariatet for Danmarks Frie Forskningsfond, der er en del af styrelsen, er bosiddende i Odense.

## Udflytning
I forbindelse med udflytningen af statslige arbejdspladser, blev styrelsens kontor for internationale uddannelser i 2019 flyttet til Svendborg.